# Fantasie voor hardangerviool en strijkorkest
Fantasie voor hardangerviool en strijkorkest (Noors: Fantasi for hardangfele og strykere) is een compositie van Johan Kvandal. Het werk werd geschreven op verzoek van de Ole Bull Akademiet. Ole Bull is een van de bekendere Noorse violisten uit de 19e eeuw, die naast de concertviool ook de hardangerviool kon bespelen.
De fantasie werd voor het eerste uitgevoerd tijdens het Osafestivalen, dat door de Ole Bull Akademiet wordt georganiseerd in Voss. Nils Økland bespeelde de Hardangerviool en werd begeleid door het Bull kamerorkest onder leiding van Arvid Engegård.
Van de fantasie is een opname verschenen op Intim Musik getiteld A Norwegian Rendezvous. Arve Moen Bergset speelt de solopartij begeleid door het Kristiansand kamerorkest onder leiding van Jan Stigmer (1999).

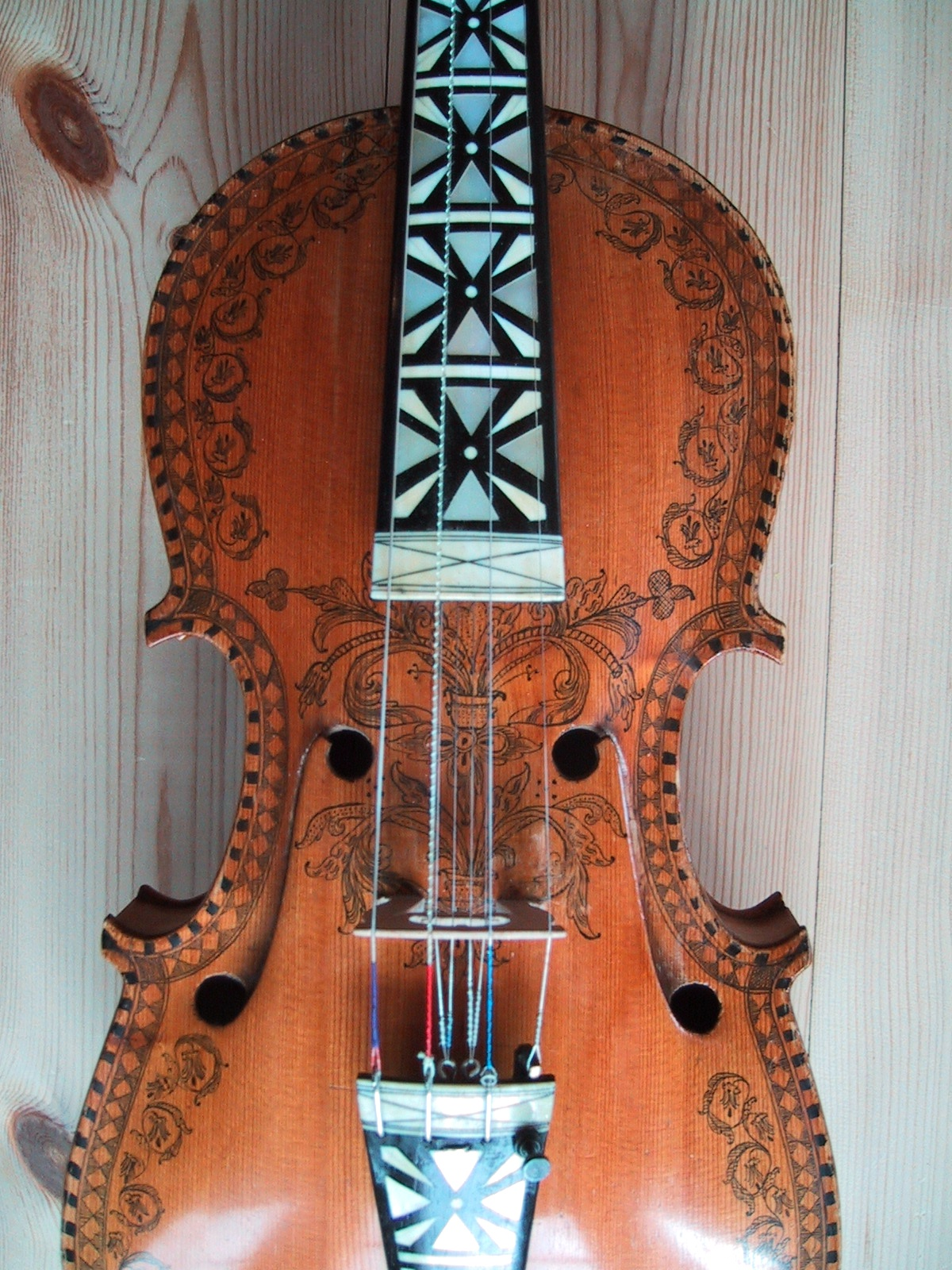
Hardangerviool